# Mount LeMasurier
Mount LeMasurier är ett berg i Antarktis. Det ligger i Västantarktis. Inget land gör anspråk på området. Toppen på Mount LeMasurier är 800 meter över havet, eller 520 meter över den omgivande terrängen. Bredden vid basen är 12,7 km.
Terrängen runt Mount LeMasurier är kuperad västerut, men österut är den platt. Trakten är obefolkad. Det finns inga samhällen i närheten.